# Alchemilla schizophylla
Alchemilla schizophylla är en rosväxtart som beskrevs av John Gilbert Baker. Alchemilla schizophylla ingår i släktet daggkåpor, och familjen rosväxter. Inga underarter finns listade i Catalogue of Life.